# ديك فان دايك
ديك فان دايك (بالإنجليزية: Dick Van Dyke )‏ (و. 1925  م) هو مغني، ومنتج أفلام، وكاتب، وراقص، ومؤدي أصوات، وموسيقي، وممثل مسرحي، وممثل أفلام، وممثل تلفزي أمريكي.

## جوائز
حصل على جوائز منها:
- جائزة إيمي داي تايم  [لغات أخرى]‏ (2015)
- TCA Career Achievement Award ‏ (2013)
- جائزة إنجاز الحياة لنقابة ممثلي الشاشة  [لغات أخرى]‏ (2012)
- The Life Career Award [الإنجليزية]‏ (2000)
- دزني ليجندز (اساطير دزني) (1998)[11]
- American Comedy Awards [الإنجليزية]‏ (1994)
- جوائز بيبول تشويس (1976)
- جائزة إيمي برايم تايم لأفضل ممثل في دور رئيسى بمسلسل كوميدى  [لغات أخرى]‏ (1966)
- جائزة إيمي برايم تايم لأفضل ممثل في دور رئيسى بمسلسل كوميدى  [لغات أخرى]‏ (1964)
- جائزة توني لأفضل ممثل في مسرحية موسيقية [الإنجليزية]‏ (1961)
- جائزة المسرح العالمي (1960).[12]

## وصلات خارجية
- ديك فان دايك على موقع IMDb (الإنجليزية)
- ديك فان دايك على موقع ميتاكريتيك (الإنجليزية)
- ديك فان دايك على موقع الموسوعة البريطانية (الإنجليزية)
- ديك فان دايك على موقع روتن توميتوز (الإنجليزية)
- ديك فان دايك على موقع ألو سيني (الفرنسية)
- ديك فان دايك على موقع ميوزك برينز (الإنجليزية)
- ديك فان دايك على موقع تيرنر كلاسيك موفيز (الإنجليزية)
- ديك فان دايك على موقع أول موفي (الإنجليزية)
- ديك فان دايك على موقع قاعدة بيانات برودواي على الإنترنت (الإنجليزية)
- ديك فان دايك على موقع قاعدة بيانات الأفلام السويدية (السويدية)